# Anne Dudley
Anne Jennifer Dudley (de soltera Beckingham; nacida el 7 de mayo de 1956) es una compositora, tecladista, directora de orquesta y música pop inglesa. Fue la primera compositora asociada de la BBC Concert Orchestra en 2001. Ha trabajado en los géneros clásico y pop, como compositora de películas, y fue uno de los miembros principales de la banda de synth-pop Art of Noise. En 1998, Dudley ganó un Oscar a la Mejor partitura musical o de comedia original por The Full Monty. Además de más de veinte bandas sonoras de otras películas, en 2012 se desempeñó como productora musical para la versión cinematográfica de Les Misérables, actuando también como arreglista y componiendo nueva música adicional.

## Carrera profesional
Dudley nació en Beckenham, Kent. Se graduó con una maestría en música del King's College London en 1978. Formada como intérprete clásica, pasó al competitivo campo comercial como músico de sesión, donde comenzó su relación profesional con Trevor Horn. En 1982, Dudley hizo contribuciones significativas al álbum The Lexicon of Love de ABC, producido por Horn. Pasó de desarrollar partes de teclado a componer las orquestaciones del álbum (que fueron, según Horn, sus primeros arreglos de cuerdas) y también coescribió algunas de las canciones.
Dudley fue miembro fundador de la exitosa banda Art of Noise en 1983, que ayudó a ser pionera en el uso del muestreo dentro del género pop. Sus éxitos más destacados incluyen "Beat Box" (1984), "Momentos enamorados " (1985), "Cerca (de la edición)" (1984), "Paranoimia" (1986), que presentaba un monólogo sobre el insomnio del personaje de inteligencia artificial, Max Headroom (que encajaba bien con el anonimato futurista del grupo), y, con Tom Jones, " Kiss ", un Top 10 en 1988. Art of Noise también produjo el tema musical del programa de juegos de ITV The Krypton Factor, que se utilizó entre 1986 y 1993 y es posiblemente su tema más reconocido. "(Theme From) The Krypton Factor" fue compuesto y grabado en 1986 y fue reelaborado como "Crusoe" en su álbum de 1987.
La asociación de Dudley con Trevor Horn y Art of Noise la llevaron a trabajar con artistas como Frankie Goes to Hollywood, Seal, Marc Almond, Rod Stewart, Robbie Williams y, más recientemente, Siphiwo. Ha coescrito canciones con Malcolm McLaren ("Buffalo Gals"), Cathy Dennis ("Too Many Walls") y una canción inspirada en la década de 1930 con Sting llamada "This Was Never Meant to Be".
Produjo el éxito de Tom Jones "You Can Leave Your Hat On" (1988) y un sencillo de Debbie Harry "Strike Me Pink" (1993).
En 1989, Dudley produjo y dirigió los arreglos de cuerda para el álbum debut homónimo del dúo galés de sophisti-pop Waterfront. Su intrincada producción se demuestra más notablemente en la canción "Nature of Love", que se lanzó como sencillo tanto en el Reino Unido como en los Estados Unidos. Otra colaboración en 1989 fue con Neil Tennant de Pet Shop Boys y Bernard Sumner de New Order; Dudley contribuyó con los exuberantes arreglos de cuerda en su lanzamiento electrónico debut, "Getting Away with It", que alcanzó el puesto número 12 en el Reino Unido en diciembre de 1989 y el número 38 en los EE. UU. en 1990.
Dudley produjo dos pistas en el álbum Beyond Imagination de Opera Babes de 2002 (que ocupó el puesto número 1 en las listas de música clásica del Reino Unido durante 11 semanas y el número 4 en las listas de Billboard de EE. UU.). En 2004, produjo el álbum Voice for Alison Moyet . El álbum, una colección ecléctica de versiones, alcanzó el número 7 en la lista de álbumes del Reino Unido .
Sus obras para orquesta incluyen "Northern Lights", un reflejo de 14 minutos de la aurora boreal de Noruega para orquesta completa, interpretada en 2005 y 2006 en el Royal Festival Hall y transmitida en el programa Late Junction de BBC Radio 3 en mayo de 2005. Su primer encargo como compositora en asociación con la Orquesta de Conciertos de la BBC fue "Music and Silence", inspirada en la novela del mismo nombre de Rose Tremain y estrenada en The Royal Festival Hall en 2002. Dudley arregló la Chacona de Bach de la Partita en re menor para trío de piano, y una grabación de Eroica Trio aparece en su álbum Baroque . Su álbum Ancient and Modern, con versiones modernas de algunos himnos tradicionales y corales de Bach, fue lanzado en 1999. Fue la directora musical de Remarkable Guide to the Orchestra de Bill Bailey, que se presentó por primera vez en Brighton y luego en el Royal Albert Hall en 2008, que se grabó y lanzó como DVD en diciembre de 2009. El espectáculo realizó una gira en 2009 con la participación de ocho orquestas regionales diferentes. Involucró a la orquesta tocando la melodía del tema de Nokia y un concierto de trompa que se convirtió en el tema de Coronation Street .
Dudley colaboró con Sam Taylor-Wood en la producción de la instalación de sonido y video Sigh en el White Cube en 2008. Este trabajo presentó a la BBC Concert Orchestra en ocho pantallas grandes proyectadas, imitando la partitura de Dudley.
En 2019, dirigió Southbank Sinfonia durante la gira Lexicon of Love de Martin Fry .
La carrera de Dudley en la música cinematográfica abarca 20 años y sus bandas sonoras incluyen:
- Buster (1988), una comedia dramática británica protagonizada por el músico Phil Collins, Julie Walters, Larry Lamb y Sheila Hancock ;[6]
- Silence Like Glass (Zwei Frauen) (1989), de producción alemana pero ambientada en una sala de cáncer en un hospital de Estados Unidos;
- The Pope Must Die (1991), una película de comedia protagonizada por Robbie Coltrane cuya partitura fue coescrita con Jeff Beck ;
- Knight Moves (1992), un thriller estadounidense dirigido por Carl Schenkel y protagonizado por Christopher Lambert ;
- The Crying Game (1992), una película dramática irlandesa/británica escrita y dirigida por Neil Jordan ;
- Felidae (1994), película de misterio animada alemana sobre gatos que investigan a un asesino en serie;
- The Grotesque (1995), estrenada en Estados Unidos como Gentlemen Don't Eat Poets, una película británica protagonizada por Alan Bates, Theresa Russell y Sting ;
- Hollow Reed (1996), drama dirigido por Angela Pope y ambientado en Bath;
- Cuando llega el sábado (1996), protagonizada por Sean Bean, Pete Postlethwaite, Emily Lloyd. Dirigida por María Giese;
- The Full Monty (1997), una comedia dirigida por Peter Cattaneo sobre seis trabajadores siderúrgicos desempleados que deciden formar un acto de striptease masculino. Dudley ganó el Oscar a la "Mejor partitura musical o de comedia original" por su música;
- American History X (1998), un drama estadounidense dirigido por Tony Kaye, protagonizado por Edward Norton y Edward Furlong ;
- Pushing Tin (1999), dirigida por Mike Newell y protagonizada por John Cusack y Billy Bob Thornton, una película de comedia dramática basada en los controladores de tráfico aéreo en Nueva York;
- The Miracle Maker (2000), un largometraje de animación realizado para televisión por BBC Wales con modelistas rusos;
- Lucky Break (2001), una comedia británica para sentirse bien protagonizada por James Nesbitt y basada en una fuga de prisión;
- Monkeybone (2001), una película estadounidense que combina acción en vivo y animación stop-motion protagonizada por Brendan Fraser y Bridget Fonda ;
- The Gathering (2002), un thriller de Anthony Horowitz dirigido por Brian Gilbert y protagonizado por Christina Ricci ;
- Un hombre aparte (2003), protagonizada por Vin Diesel ;
- Bright Young Things (2003), un drama británico escrito y dirigido por Stephen Fry basado en la novela Vile Bodies de Evelyn Waugh ;
- Black Book (2006), una película de la Segunda Guerra Mundial dirigida por Paul Verhoeven ;
- Tristán e Isolda (2006), un drama romántico de Ridley Scott basado en la leyenda romántica medieval de Tristán e Isolda y protagonizado por James Franco y Sophia Myles ;
- Perfect Creature (2007), una película de suspenso y terror hecha en Nueva Zelanda protagonizada por Leo Gregory ;
- The Walker (2007), un drama escrito y dirigido por Paul Schrader ambientado en Washington D. C.;
- Les Misérables (2012), una versión taquillera del célebre musical de larga duración (productor musical/arreglista/compositor de música adicional).
- Elle (2016), un thriller francés dirigido por Paul Verhoeven, protagonizado por Isabelle Huppert .
- Benedetta (2020), un drama erótico franco-italiano dirigido por Paul Verhoeven y protagonizado por Virginie Efira .

- Partituras para todos los episodios de Jeeves and Wooster con Stephen Fry y Hugh Laurie ;
- La cruzada del señor Wakefield, protagonizada por Peter Capaldi ;
- Por encima de toda sospecha, de Lynda La Plante ;
- Kavanagh QC, una serie de ITV con John Thaw
- The Tenth Kingdom, una miniserie de televisión de fantasía épica estadounidense escrita por Simon Moore .
- Poldark (2015), una serie de televisión de la BBC
- The Inspector Alleyn Mysteries, una serie de televisión de la BBC con el piloto en 1990 y dos series posteriores en 1993 y 1994.

### Trabajo de músico de sesión
Dudley ha trabajado como músico de sesión para muchos artistas, y sus arreglos orquestales y de cuerda aparecen en una gran variedad de álbumes. Éstos incluyen:
- ABC - El álbum The Lexicon of Love (que alcanzó el número 1 en las listas del Reino Unido en 1982) y The Lexicon of Love II lanzado en mayo de 2016;
- a-ha - partituras de cuerdas para los sencillos "Hunting High & Low" (remix de 7 ") (1986) y "The Blood That Moves the Body" (1988)
- Oleta Adams - Álbum Circle of One (alcanzando el número 1 en las listas del Reino Unido en 1991);
- Marc Almond - Álbum Tenement Symphony que incluía las pistas " Jacky " y " The Days of Pearly Spencer ";
- The Associates - Álbum Wild and Lonely ;
- Rick Astley – Álbum gratuito ;
- B*Witched – Álbum Awake and Breathe ;
- Chris Botti – Álbum Slowing Down the World ;
- Boyzone - Álbum A Different Beat ;
- Cher - Es un álbum del mundo de los hombres ;
- Petula Clark - pista "La Vie en Rose";
- Lloyd Cole and the Commotions - álbum Rattlesnakes;
- Andrea Corr - Álbum de diez pies de altura;
- Cathy Dennis : álbumes Move to This e Into the Skyline;
- Electrónico : sencillo "Getting Away with It" (que alcanzó el puesto 12 en las listas del Reino Unido y el 38 en los EE. UU. En 1990);
- Frankie Goes to Hollywood – Bienvenido al álbum Pleasuredome que incluye su segundo y tercer No. 1  "Two Tribes" y "The Power of Love";
- Elton John - El álbum Big Picture;
- Martyn Joseph - álbum Estar allí;
- Kingmaker - Álbum de sonambulismo;
- Annie Lennox - Álbum Medusa (No. 1 en las listas del Reino Unido 1995);
- Let Loose - Sencillo "Best in Me";
- Virginia MacNaughton - El álbum de música;
- Paul McCartney - Presione para reproducir y Dé mis saludos a los álbumes de Broad Street;
- Malcolm McLaren - Álbum Duck Rock;
- Los hombres que no pudieron colgar - sencillo "Un mapa de Marruecos";
- George Michael - sencillo " Careless Whisper " (alcanzando el número 1 en 25 países);
- Liza Minnelli - Álbum de Results (alcanzando el número 6 en las listas del Reino Unido en 1989);
- The Moody Blues - Álbum Greatest Hits;
- Húmedo - sencillo "Gasolina";
- Jimmy Nail - Álbum Crocodile Shoes (que alcanzó el número 2 en las listas del Reino Unido en 1994);
- The Painted Word - Álbum Lovelife;
- OMD - Álbum universal;
- Pet Shop Boys - Mismo álbum;
- Propaganda : álbum Un deseo secreto ;
- Pulp : álbumes Different Class y This Is Hardcore (ambos alcanzaron el número 1);
- Rialto - sencillo "Lunes por la mañana 5:19";
- Frances Ruffelle - sencillo "Stranger to the Rain";
- Rush - Álbum de Power Windows ;[8]
- S Club - 7 álbum (N.º 1 en las listas del Reino Unido en 2000);
- Scarlet - Álbum desnudo ;
- Seal - Álbumes Seal, Seal II y Human Being ;[9]
- Siphiwo - Álbum Hope (con Nelson Mandela en la canción principal);
- Wendy Stark - Álbum de Stark ;
- Rod Stewart : los álbumes A Spanner in the Works y If We Fall in Love Tonight, y el sencillo "Downtown Train";
- Suggs - álbum El llanero solitario;
- Travis - EP "More Than Us", con Dudley en la canción principal;
- Tina Turner - álbum Wildest Dreams;[9]
- Wet Wet Wet - Álbum Holding Back the River (que alcanzó el número 2 en las listas del Reino Unido en 1989);
- ¡Pam! – "Everything She Wants" sencillo y "Young Guns (Go for It)", su primer sencillo de éxito;
- Robbie Williams – Álbum Reality Killed the Video Star ;
- Will Young - Álbum Friday's Child (que alcanzó el número 1 en las listas del Reino Unido en 2004) y el sencillo "Leave Right Now" (que alcanzó el número 1 en las listas del Reino Unido en 2003).

## Premios y distinciones
Premios Óscar
| Año  | Categoría                              | Película       | Resultado |
| ---- | -------------------------------------- | -------------- | --------- |
| 1998 | Mejor banda sonora - Comedia o musical | The Full Monty | Ganador   |

- Premio Grammy (1987): La versión Art of Noise de "Peter Gunn" ganó como Mejor interpretación instrumental de rock en 1986 .
- Brit Award (dos veces): 1998 a la Mejor Banda Sonora (1998), por The Full Monty . 1989 por Buster, a la Mejor banda sonora británica.
- Premio Ivor Novello (3 nominaciones): por Crime Traveler, Mejor Música Original para Emisión 1997; por The Key, Mejor Música Original para Televisión 2003; y por Trial and Retribution, Mejor Banda Sonora de Televisión 2008.
- Premio Insignia de Oro BASCA : 14 de octubre de 2014,[11] en reconocimiento a su contribución única a la música.

Otros honores
- 2004: Fue nombrada miembro del Royal College of Music .
- 2011: Se le otorgó un doctorado honorario de la Universidad de Kent .

## Apariciones en televisión
- Dudley apareció en el Reto universitario navideño en 2018/2019 representando a King's College London junto a Anita Anand (capitana), Angela Saini y Zoe Laughlin .[12]

## Discografía (excluyendo el trabajo de Art of Noise)
- Buster (1988)
- Songs from the Victorious City (1991) (colaboración con Jaz Coleman de Killing Joke)
- Álbum de Jeeves and Wooster titulado "The World of Jeeves & Wooster" (1991)
- El Papa debe morir (1991)
- El juego de las lágrimas (1992)
- Felidae (1994)
- Los caballeros no comen poetas (1995)
- Historia americana X (1998)
- Antiguo y moderno (1999)
- Empujando lata (1999)
- El décimo reino (2000)
- Una luz diferente (2001)
- Hueso de mono (2001)
- Seriously Chilled (2003)
- Club Classical: Orchestral Chillout Sounds (2003) (CD de compilación de discos de portada gratuitos de BBC Music Magazine de grabaciones en vivo y de estudio, que también incluye dos obras de Dave Heath)
- Tristán e Isolda (2006)
- Libro negro (2006)